# Karl Helland
Karl Helland (* 17. März 1943 in Kopenhagen) ist ein ehemaliger norwegischer Radrennfahrer und nationaler Meister im Radsport.

## Sportliche Laufbahn
Helland, der in Dänemark geboren wurde, war im Straßenradsport aktiv. 1966 gewann er die nationale Meisterschaft im Straßenrennen. Er startete für den Verein Trondhjems Velocipedklub.
Helland war der erste Gewinner des Veteranklubbens Pokal, der für besondere sportliche Leistungen vom norwegischen Radsportverband vergeben wurde.